# Prunus crataegifolius
Prunus crataegifolius är en rosväxtart som beskrevs av Hand.-mazz.. Prunus crataegifolius ingår i släktet prunusar, och familjen rosväxter. Inga underarter finns listade i Catalogue of Life.